# Cynisca oligopholis
Cynisca oligopholis — вид плазунів з родини амфісбенових (Amphisbaenidae). Мешкає в Гвінеї і Гвінеї-Бісау.

## Поширення і екологія
Cynisca oligopholis мешкають на північному заході Гвінеї  та на південному заході Гвінеї-Бісау, в окрузі Томбалі. Вони живуть в галерейних лісах у вологих гвінейських саванах.

## Збереження
МСОП класифікує цей вид як такий, що перебуває під загрозою зникнення. Cynisca oligopholis загрожує зниження природного середовища.